# Aldo Capitini
Aldo Capitini (Perugia, 23 dicembre 1899 – Perugia, 19 ottobre 1968) è stato un filosofo, politico, antifascista, poeta ed educatore italiano.
Fu uno tra i primi in Italia a cogliere e a teorizzare il pensiero nonviolento gandhiano, al punto da essere chiamato il Gandhi italiano.

## Biografia

### Formazione
Nato in una famiglia modesta, Capitini si dedica dapprima agli studi tecnici, per necessità economiche e, in seguito, a quelli letterari, come autodidatta. La madre lavora come sarta e il padre era impiegato comunale, custode del campanile municipale di Perugia. Ritenuto inabile al servizio militare per ragioni di salute, non partecipa alla prima guerra mondiale. Dopo gli studi della scuola tecnica e dell'istituto per ragionieri, dai diciannove ai ventuno anni si dedica alla lettura dei classici latini e greci, studiando da autodidatta anche dodici ore al giorno, dando così inizio al suo ininterrotto lavoro di approfondimento interiore e filosofico.
In questi anni legge autori e libri molto diversi tra loro, su cui forma la propria cultura letteraria e filosofica: D'Annunzio, Marinetti, Boine, Slataper, Jahier, Ibsen, Leopardi, Manzoni, la Bibbia, Gobetti, Michelstaedter, Kant, Kierkegaard (profondamente influenzato dal Vangelo), Francesco d'Assisi, Mazzini, Tolstoj e Gandhi. In questo periodo aderisce quindi al pensiero nonviolento del politico indiano.
Nel 1924 vince una borsa di studio presso la Scuola Normale Superiore di Pisa, nel curriculum universitario di Lettere e Filosofia.

### La lotta contro il fascismo
Nel 1929 Capitini critica aspramente il Concordato con la Chiesa cattolica, da lui giudicato una "merce di scambio" per ottenere da Pio XI e dalle gerarchie ecclesiali un atteggiamento "morbido" nei confronti del fascismo. In uno dei suoi libri arriva ad affermare che «...se c'è una cosa che noi dobbiamo al periodo fascista è di aver chiarito per sempre che la religione è una cosa diversa dall'istituzione».
Nel 1930 viene nominato segretario della Normale di Pisa. Durante il periodo trascorso a Pisa, Capitini matura la scelta del vegetarianismo come conseguenza della scelta di non uccidere, e ogni suo pasto alla mensa della Normale diventa un comizio efficace e silenzioso, un'affermazione della nonviolenza in opposizione alla violenza del regime fascista.
Insieme con Claudio Baglietto, suo compagno di studi, promuove tra gli studenti della Scuola Normale riunioni serali dove diffonde e discute scritti sulla nonviolenza e la nonmenzogna. Allorché Baglietto, recatosi all'estero con una borsa di studio, rifiuta di tornare in Italia in quanto obiettore di coscienza al servizio militare, scoppia lo scandalo e il direttore della Scuola Normale Giovanni Gentile, per reazione, chiede a Capitini l'iscrizione al partito fascista. Capitini rifiuta e Gentile ne decide il licenziamento. Sergio Romano scriverà:

Benedetto Croce; in riferimento a lui Capitini scriverà: «dal Croce può venire il servizio ai valori. Il Croce è greco-europeo, perché la civiltà europea porta al suo sommo l'affermazione dei valori».

A questo punto Capitini torna a Perugia nella casa paterna, vivendo di lezioni private. Nel periodo di tempo tra il 1933 e il 1934 compie frequenti viaggi a Roma, Firenze, Bologna, Torino e Milano per incontrare numerosi amici antifascisti e intessere in questo modo una fitta rete di contatti.
Nell'autunno del 1936 a Firenze, a casa di Luigi Russo, ha modo di conoscere Benedetto Croce, a cui consegna un pacco di dattiloscritti che Croce apprezza e fa pubblicare nel gennaio dell'anno seguente presso l'editore Laterza di Bari con il titolo Elementi di un'esperienza religiosa. In poco tempo gli Elementi diventano un importante riferimento letterario della gioventù antifascista.

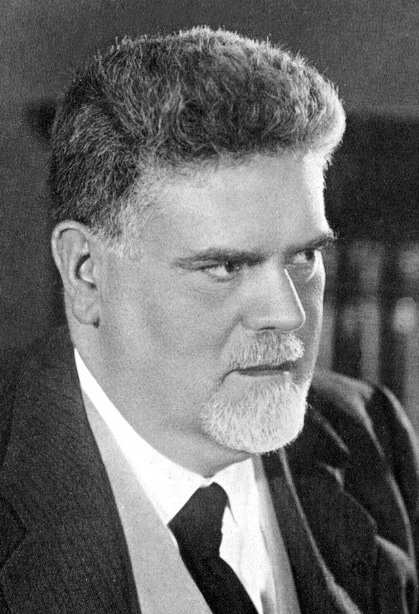
Giovanni Gentile negli anni trenta, ai tempi del direttorato alla Normale

In seguito alla larga diffusione del suo libro, Capitini promuove assieme a Guido Calogero un movimento culturale che negli anni successivi cercherà di trasformare in un progetto politico atto a realizzare le idee di libertà individuale e di uguaglianza sociale contenute negli Elementi. Nasce così nel 1937 il Movimento Liberalsocialista, in un anno segnato dall'assassinio dei fratelli Rosselli, dalla morte di Antonio Gramsci e da una forte ondata di violenza repressiva contro l'opposizione antifascista. Alle attività del movimento collaborano, tra gli altri, Ugo La Malfa, Giorgio Amendola, Norberto Bobbio e Pietro Ingrao.
Nel febbraio 1942 la polizia fascista effettua una retata nel corso di una riunione del gruppo dirigente liberalsocialista, in seguito alla quale Capitini e gli altri partecipanti alla riunione vengono rinchiusi nel carcere fiorentino delle Murate. Dopo quattro mesi Capitini viene rilasciato, grazie alla sua fama di "religioso". «Quale tremenda accusa contro la religione, se il potere ha più paura dei rivoluzionari che dei religiosi», commenterà più tardi.
Nel giugno 1942 nasce il Partito d'Azione, la cui dirigenza proviene direttamente dalle file del liberalsocialismo. Capitini rifiuta di aderire a qualsiasi partito, poiché a suo giudizio «... il rinnovamento è più che politico, e la crisi odierna è anche crisi dell'assolutizzazione della politica e dell'economia». Per il suo rifiuto di collocarsi all'interno delle logiche dei partiti, Capitini rimane escluso sia dal Comitato di Liberazione Nazionale, sia dalla Costituente, pur avendo dato una significativa impronta al dibattito dell'epoca, con il suo lavoro culturale, politico, filosofico e religioso di opposizione morale al fascismo.
Nel maggio 1943 Capitini viene nuovamente arrestato e rinchiuso, questa volta, nel carcere di Perugia; viene definitivamente liberato con la caduta del fascismo, il 25 luglio.

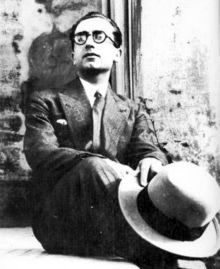
Capitini tra gli anni trenta e quaranta

### Il Centro di Orientamento Sociale (COS)
Nel 1944 Capitini cerca di realizzare un primo esperimento di democrazia diretta e di decentralizzazione del potere, fondando a Perugia il primo Centro di Orientamento Sociale (COS), un ambiente progettuale e uno spazio politico aperto alla libera partecipazione dei cittadini, uno «...spazio nonviolento, ragionante, non menzognero», secondo la definizione data dallo stesso Capitini. Durante le riunioni del COS i problemi di gestione delle risorse pubbliche vengono discussi liberamente assieme agli amministratori locali, invitati a partecipare al dibattito per rendere conto del loro operato e per recepire le proposte dell'assemblea, con l'obiettivo di far diventare "tutti amministratori e tutti controllati". A partire da Perugia, i COS si moltiplicano in diverse città d'Italia: Ferrara, Firenze, Bologna, Lucca, Arezzo, Ancona, Assisi, Gubbio, Foligno, Teramo, Napoli e in altri luoghi.

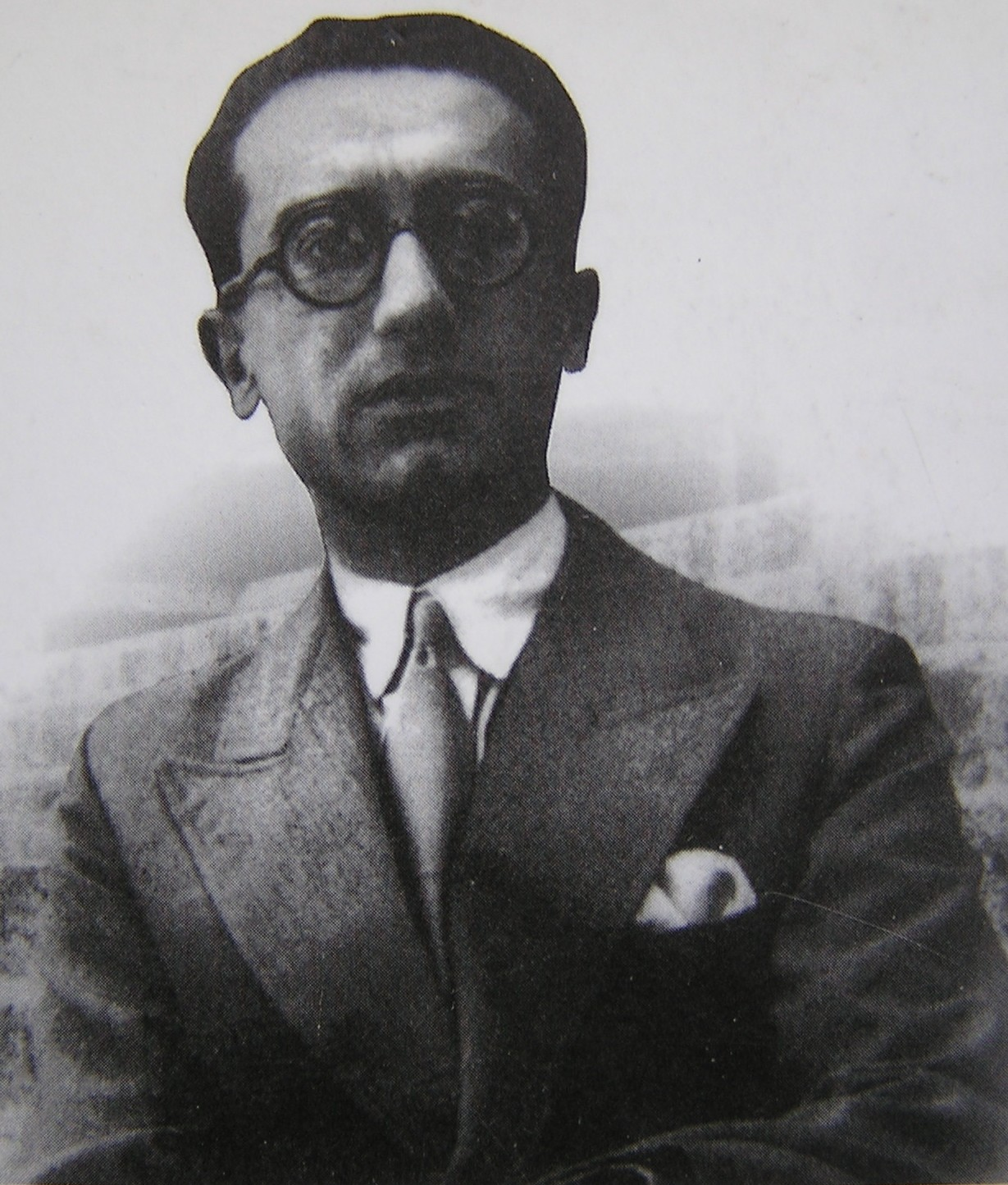
Aldo Capitini nel 1929

I Centri di Orientamento Sociale si sono diffusi sul territorio nazionale, scontrandosi tuttavia con l'indifferenza della Sinistra e con l'aperta ostilità della Democrazia Cristiana, che impediscono l'affermazione su scala nazionale dell'autogoverno e della decentralizzazione del potere sperimentati con successo nelle riunioni dei COS.
Nel secondo dopoguerra Capitini diventa rettore dell'Università per stranieri di Perugia (come Commissario, dal 1944 al 1946), un incarico che sarà costretto ad abbandonare a causa delle pressioni della locale Chiesa cattolica. Si trasferisce a Pisa, dove ricopre il ruolo di docente incaricato di Filosofia morale presso l'università degli Studi.
Parallelamente all'attività didattica, politica e pedagogica, Capitini prosegue la sua attività di ricerca spirituale e religiosa, promuovendo nel 1947 il Movimento di religione insieme con Ferdinando Tartaglia, sacerdote scomunicato e teologo, che però se ne allontanerà nel 1949. Negli anni che vanno dal 1946 al 1948 il Movimento di religione organizza una serie di convegni con cadenza trimestrale, che culminano con il "Primo congresso per la riforma religiosa" (Roma 13/15 ottobre 1948).
Nel 1948 il giovane Pietro Pinna, dopo aver ascoltato Capitini in un convegno promosso a Ferrara dal Movimento di religione, matura la sua scelta di obiezione di coscienza: è il primo obiettore del dopoguerra. Pinna è processato dal tribunale militare di Torino il 30 agosto 1949 e a nulla serve la testimonianza a suo favore di Aldo Capitini. Pinna subisce una serie di processi, condanne e carcerazioni, fino al definitivo congedo per una presunta "nevrosi cardiaca". Agli inizi degli anni 1960 si dimetterà dal suo impiego in banca per raggiungere Danilo Dolci in Sicilia e dopo un anno si trasferirà a Perugia per diventare il più stretto collaboratore di Capitini.
Dopo l'arresto di Pinna, Capitini promuove una serie di attività per il riconoscimento dell'obiezione di coscienza, convocando a Roma nel 1950 il primo convegno italiano sul tema.

### Il Centro di Orientamento Religioso (COR)

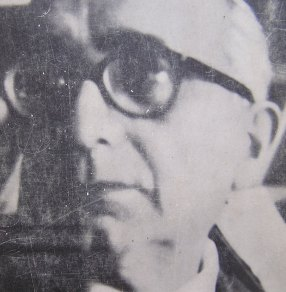
Un primo piano di Aldo Capitini (ca. 1960)

Nel 1952, in occasione del quarto anniversario dell'uccisione di Gandhi, Capitini promuove un convegno internazionale e fonda il primo Centro per la nonviolenza. Sempre nel 1952 Capitini affianca ai Centri di Orientamento Sociale il Centro di Orientamento Religioso (COR), fondato a Perugia con Emma Thomas (una quacchera inglese di ottant'anni). Il COR è uno spazio aperto, in cui trova espressione la religiosità e la fede di tutte le persone, i movimenti e i gruppi che non trovavano posto nel cattolicesimo preconciliare. Lo scopo dei COR era quello di favorire la conoscenza delle religioni diverse dalla cattolica, e di stimolare i cattolici stessi a un approccio più critico e impegnato alle questioni religiose.
La Chiesa locale vieta la frequentazione del Centro di Orientamento Religioso, e quando nel 1955 Capitini pubblica Religione Aperta il libro viene immediatamente inserito nell'Indice dei libri proibiti. Nonostante l'ostracismo delle alte gerarchie ecclesiali, Capitini stabilisce ugualmente degli efficaci rapporti di collaborazione con alcuni cattolici come don Lorenzo Milani e don Primo Mazzolari.
Il 12 settembre del 1952 Capitini organizza a Perugia un convegno su La nonviolenza riguardo al mondo animale e vegetale e, insieme con Edmondo Marcucci – autore di Che cos'è il vegetarismo e, al pari di Capitini, mai iscritto al partito fascista – fonda la prima organizzazione nazionale di coordinamento delle tematiche del vegetarianismo, la "Società vegetariana italiana".
La polemica tra Capitini e la Chiesa cattolica continua anche dopo il Concilio Vaticano II, con la pubblicazione del libro Severità religiosa per il Concilio. A partire dal 1956 Capitini insegna all'Università di Cagliari come docente ordinario di pedagogia e nel 1965 ottiene un definitivo trasferimento a Perugia. Nel marzo 1959 è tra i fondatori dell'ADESSPI, l'Associazione di Difesa e Sviluppo della Scuola Pubblica in Italia. Capitini arriva a chiedere al proprio vescovo di non essere più annoverato nella Chiesa, lui profondamente religioso, della quale non condivideva più i metodi e le idee.

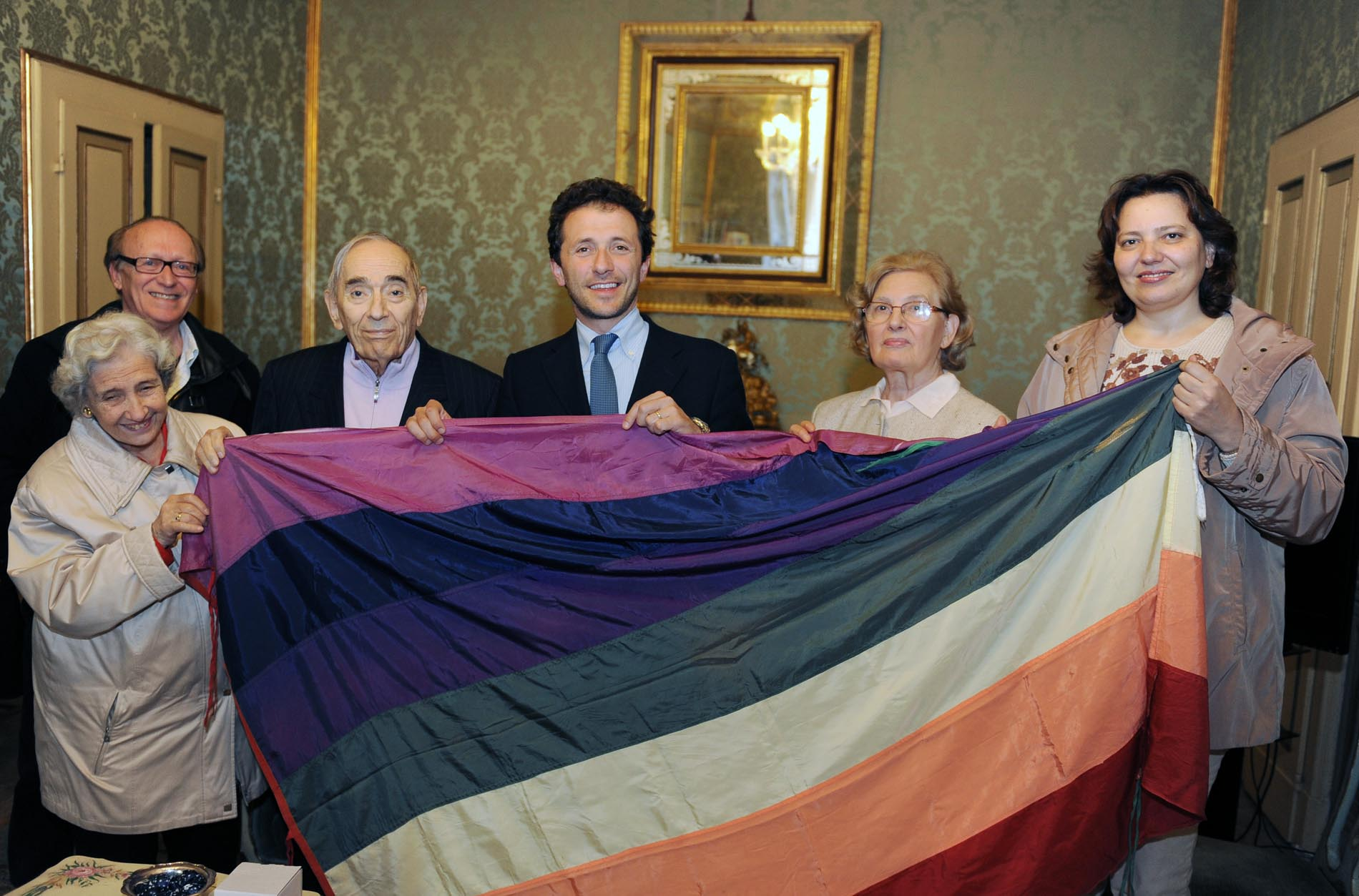
Bandiera della pace portata da Capitini nella prima marcia Perugia-Assisi, attualmente custodita presso la Biblioteca San Matteo degli Armeni del comune di Perugia

Domenica 24 settembre 1961 Capitini organizza la Marcia per la Pace e la fratellanza dei popoli, un corteo nonviolento che si snoda per le strade che da Perugia portano verso Assisi, una marcia tuttora proposta in media ogni due/tre anni dalle associazioni e dai movimenti per la pace. In questa occasione viene per la prima volta utilizzata la bandiera della pace, simbolo dell'opposizione nonviolenta a tutte le guerre. Capitini descrive l'esperienza della marcia nel libro Opposizione e liberazione: «Aver mostrato che il pacifismo, che la nonviolenza, non sono inerte e passiva accettazione dei mali esistenti, ma sono attivi e in lotta, con un proprio metodo che non lascia un momento di sosta nelle solidarietà che suscita e nelle noncollaborazioni, nelle proteste, nelle denunce aperte, è un grande risultato della Marcia». Aderiscono molte personalità, tra cui lo scrittore Italo Calvino. L'impegno di Capitini per la pace infranazionale e internazionale (con particolare attenzione al pericolo atomico) lo coinvolse sempre più in una collaborazione con Norberto Bobbio, il quale raccoglierà tali riflessioni nell'opera Il problema della guerra e le vie della pace.
Negli ultimi anni della sua vita Capitini fonda e dirige un periodico intitolato Il potere di tutti, sviluppando i principi di quella che lui definì "omnicrazia", la gestione diffusa e delocalizzata del potere da lui contrapposta al centralismo dei partiti. In questi anni Capitini promuove anche il Movimento nonviolento per la Pace e il mensile "Azione nonviolenta", l'organo di stampa del movimento, che attualmente viene pubblicato a Verona.
Dedito completamente al suo lavoro di divulgatore della nonviolenza, Capitini non si sposò mai, per scelta, in modo da poter dedicare tutte le proprie energie alla sua attività.
Il 19 ottobre 1968 Aldo Capitini muore circondato da amici e allievi, dopo aver subìto un intervento chirurgico che consuma le sue ultime energie. Il 21 ottobre il leader socialista Pietro Nenni scrive una nota sul suo diario: «È morto il prof. Aldo Capitini. Era una eccezionale figura di studioso. Fautore della nonviolenza, era disponibile per ogni causa di libertà e di giustizia. (...) Mi dice Pietro Longo che a Perugia era isolato e considerato stravagante. C'è sempre una punta di stravaganza ad andare contro corrente, e Aldo Capitini era andato contro corrente all'epoca del fascismo e nuovamente nell'epoca post-fascista. Forse troppo per una sola vita umana, ma bello». È sepolto a Perugia nella tomba di amici del C.O.R., insieme con Emma Thomas.

## Il pensiero

### Religione e laicità

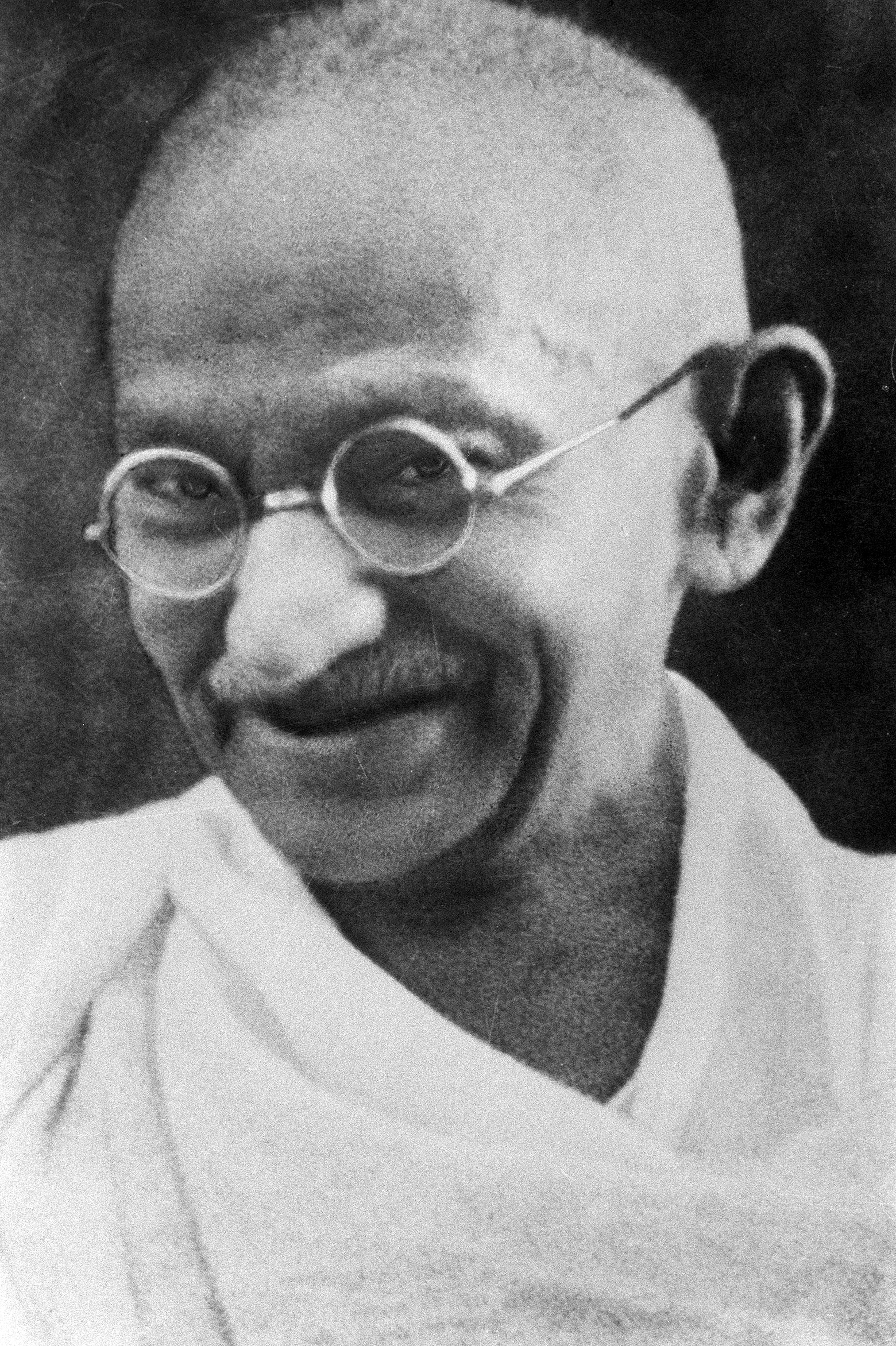
Il Mahatma Gandhi

Aldo Capitini aveva l'abitudine di definirsi un "religioso laico". Egli accomunava la religione alla morale in quanto essa critica la realtà e la spinge al cambiamento in positivo. Quella di Capitini era un'opposizione religiosa al fascismo. Il sentimento religioso, inoltre, nasce nei momenti di difficoltà e sofferenza, in particolare nel rapporto individuale con la morte. L'idea di laicità nasceva dal distacco di Capitini dalla Chiesa cattolica, complice del regime: egli sosteneva che col Concordato del 1929 la Chiesa avesse legittimato il potere di Mussolini, dimenticando le violenze squadriste e, in tal modo, lo sostenesse garantendo la sua moralità di fronte alla maggior parte della popolazione che riponeva fiducia nell'istituzione religiosa. Capitini è molto distante dalla religione istituzionalizzata. Alla definizione "statica" di Dio come Ente, egli preferisce quelle dinamiche di Uno-Tutti (che include nella sintesi dottrinale La mia fede, una delle Lettere di religione) e di compresenza [dei morti e dei viventi]; per indicare la vita religiosa così intesa non parla di fede, ma riprende da Michelstaedter il termine persuasione. Capitini si dichiara post-cristiano – evidente anche dal suo "sbattezzo" – e non cattolico, ma ama e si ispira alle figure religiose. Ogni figura con una profonda credenza, anche laica, è per lui un "religioso". Egli nega con decisione la divinità di Gesù Cristo: convinzione senza la quale non si può essere cristiani mainstream (anche se, dagli Ebioniti agli Unitariani, sono molte le correnti che hanno visto in Gesù un uomo ispirato da Dio, ma non Dio stesso). Contesta, come Tolstoj, tutti gli aspetti leggendari e non dimostrabili dei Vangeli, compresa la Risurrezione. Ciò che apprezza sono le Beatitudini, il modello spirituale di un agire verso gli ultimi. Gesù ha insegnato dove può giungere una coscienza religiosa, è stato più di un uomo: "Fu anche lui, come tutti, un essere con certi limiti; ma d'altra parte fu in lui, come in ogni altro essere, la qualità della coscienza che va oltre i limiti, che è in lui come in un mendicante" scrive negli Elementi. L'imitazione di Cristo secondo Capitini non è altro che realizzazione della propria realtà umana. Si potrebbe ugualmente parlare di una imitazione del Buddha, di Francesco d'Assisi, di Gandhi, di Tolstoj e molti altri.

### Persuasione, apertura, compresenza, omnicrazia
Col termine "persuasione", ripreso da Carlo Michelstaedter e da Gandhi, Capitini indicava la fede, sia in senso laico sia religioso, la profonda credenza in determinati valori e assunti, e tramite essa, la capacità di persuadere gli altri della bontà del proprio ideale.

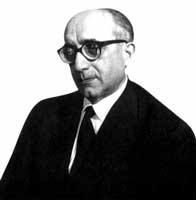
Il professor Aldo Capitini negli anni sessanta

L'apertura è l'opposto della chiusura conservatrice e autoritaria del fascismo, e l'elevazione dell'anima verso l'alto e verso Dio.
Un concetto chiave nella filosofia capitiniana era la compresenza di tutti gli esseri, dei morti e dei viventi, legati tra loro a un livello trascendente, uniti e compartecipi nella creazione di valori.
Nella vita sociale e politica la compresenza si traduce in omnicrazia, o governo di tutti, un processo in cui la popolazione tutta prende parte attiva alle decisioni e alla gestione della cosa pubblica.

### La nonviolenza e il liberalsocialismo
Non può mancare il concetto di nonviolenza, un ideale nobile, sinonimo di amore, coerenza di mezzi e fini, la forza in grado di sconfiggere il fascismo, che non è solo un regime, ma anche un modo di essere violento e autoritario.
Il liberalsocialismo di Capitini e di Guido Calogero si sviluppa in modo autonomo dal socialismo liberale di Carlo Rosselli. Si forma infatti in un periodo posteriore, quando il regime fascista è vicino al collasso, nell'ambiente dei giovani crociani che hanno studiato e insegnato alla Normale di Pisa, mentre il pensiero di Rosselli, che lo precede temporalmente, essendosi forgiato nel fuoco della lotta antifascista, in Italia e in Europa, già a partire dagli anni venti, si iscrive in modo diretto nella tradizione socialista. Capitini per liberalismo intende il libero sviluppo personale, la libera ricerca spirituale e la produzione di valori. Il socialismo è invece nei suoi intendimenti la realizzazione nel lavoro, l'assistenza fraterna dell'umanità lavoratrice soggetto corale della storia. Anche se «...il socialismo liberale di Rosselli […] è una delle eresie del socialismo, mentre il liberalsocialismo è un'eresia del liberalismo» (M. Delle Piane), si può affermare tuttavia che entrambi condividessero la critica ai totalitarismi, sia di destra sia di sinistra, una visione laica della politica e l'obiettivo di una profonda riforma morale e sociale dell'Italia distrutta dalla guerra.
Capitini, pur non essendo un anarcopacifista, sviluppa una prospettiva che si avvicina a molte idee anarchiche: la nonviolenza diventa non solo un mezzo, ma un fine, un’espressione di amore e coerenza morale che guida verso una società fondata sulla solidarietà, sull’autonomia e sulla fratellanza universale. Questa concezione emerge chiaramente nella sua opera Le tecniche della nonviolenza (1950), dove Capitini descrive la nonviolenza come un principio trasformativo, capace di opporsi a qualsiasi forma di autoritarismo e di costruire un'umanità più giusta e fraterna. 

### L'educazione e la civiltà
L'educazione "profetica" è quella di colui che, con uno sguardo al futuro, è capace di criticare la realtà sulla base di valori morali, anche a costo di sembrare fuori dal suo tempo. Con l'espressione "civiltà pompeiana-americana" intende biasimare la mentalità materialista che vede nel lusso e nel possesso la realizzazione delle persone. Il "tempo aperto" è il tempo libero che ognuno potrebbe destinare alla discussione, alla socializzazione, al raccoglimento, all'elevazione spirituale. Ad Aldo Capitini sono intitolate strade in molte città di Italia: Perugia, Firenze, Roma, Pisa, Milano, ecc.

## Riconoscimenti
Ad Aldo Capitini sono oggi intitolati: l’Istituto Tecnico Economico Tecnologico (ITET) di Perugia, servito dalla omonima stazione ferroviaria, una via a Pistoia, una via a Prato, una via a Crotone, una piazza a Bologna, un'aula della Scuola Normale Superiore, a Pisa, una residenza per allievi della Scuola Normale Superiore, a Firenze, un Istituto di istruzione tecnica economica e tecnologica e un centro congressi a Perugia, un'aula magna all'interno dell'Università di Cagliari, presso la Facoltà di Studi umanistici, una via del Comune di San Miniato in Provincia di Pisa in località San Miniato Basso, un piazzale del Comune di Bareggio nella città metropolitana di Milano, una scuola secondaria superiore nel comune di Agliana in provincia di Pistoia.

## Opere
- Elementi di un'esperienza religiosa, Bari, Laterza, 1937.
- Vita religiosa, Bologna, Cappelli, 1942.
- Atti della presenza aperta, Firenze, Sansoni, 1943.
- Saggio sul soggetto della storia, Firenze, La Nuova Italia, 1947.
- Esistenza e presenza del soggetto, in Atti del Congresso internazionale di Filosofia (II Vol.), Milano, Castellani, 1948.
- La realtà di tutti, Pisa, Arti Grafiche Tornar, 1948.
- Italia nonviolenta, Bologna, Libreria Internazionale di Avanguardia, 1949.
- Nuova socialità e riforma religiosa, Torino, Einaudi, 1950.
- L'atto di educare, Firenze, La Nuova Italia, 1951.
- Religione aperta, Modena, Guanda, 1955.
- Colloquio corale, Pisa, Pacini Mariotti, 1956.
- Discuto la religione di Pio XII, Firenze, Parenti, 1957.
- Aggiunta religiosa all'opposizione, Firenze, Parenti, 1958.
- Danilo Dolci, Manduria, Lacaita, 1958.
- Battezzati non credenti, Firenze, Parenti, 1961.
- Antifascismo tra i giovani, Trapani, Celebes editore, 1966.
- La compresenza dei morti e dei viventi, Milano, Saggiatore, 1966 Premio Viareggio Speciale[16].
- Le tecniche della nonviolenza, Milano, Feltrinelli, 1967 (rist. Milano, Linea D'Ombra, 1989; rist. Roma, Edizioni dell'asino, 2009; rist. Lecce, Manni editore, 2024).
- Educazione aperta, 2 voll., Firenze, La Nuova Italia, 1967-1968.
- Il potere di tutti, introduzione di N. Bobbio, prefazione di P. Pinna, Firenze, La Nuova Italia, 1969.
- Scritti sulla nonviolenza, a cura di L. Schippa, Perugia, Protagon, 1992.
- Scritti filosofici e religiosi, a cura di M. Martini, Perugia, Protagon, 1994.
- Il potere di tutti, 2ª ed. riveduta e corretta, Perugia, Guerra Edizioni, 1999.
- Opposizione e liberazione: una vita nella nonviolenza, a cura di Piergiorgio Giacchè, Napoli, L'ancora del Mediterraneo, 2003.
- Le ragioni della nonviolenza. Antologia degli scritti, a cura di Mario Martini, Pisa, ETS, 2004-2007-2016 scheda.
- Lettere 1931-1968, "Epistolario di Aldo Capitini, 1" - con Walter Binni, a cura di L. Binni e L. Giuliani, Roma, Carocci, 2007 (intr. di M. Martini).
- Lettere 1952-1968, "Epistolario di Aldo Capitini, 2" - con Danilo Dolci, a cura di G. Barone e S. Mazzi, Roma, Carocci, 2008.
- La religione dell'educazione: scritti pedagogici, a cura di Piergiorgio Giacchè, Molfetta, La meridiana, 2008.
- Lettere 1936-1968, "Epistolario di Aldo Capitini, 3" - con Guido Calogero, a cura di Th. Casadei e G. Moscati, Roma, Carocci, 2009.
- L'atto di educare, a cura di M. Pomi, Roma, Armando editore, 2010.
- Lettere 1941-1963, "Epistolario di Aldo Capitini, 4" - con Edmondo Marcucci, a cura di A. Martellini, Roma, Carocci, 2011.
- Religione Aperta, a cura di M. Martini, Roma-Bari, Laterza, 2011.
- Lettere 1937-1968, "Epistolario di Aldo Capitini, 5" - con Norberto Bobbio, a cura di P. Polito, Roma, Carocci, 2012.
- Lettere familiari, "Epistolario di Aldo Capitini, 6" - a cura di M. Soccio, Roma, Carocci, 2012.
- Le ragioni della nonviolenza. Antologia degli scritti (a cura di Mario Martini), Pisa, ETS, 2016.
- Un'alta passione, un'alta visione. Scritti politici 1935-1968 - a cura di L. Binni e M. Rossi, Firenze, Il Ponte, 2016.
- Attraverso due terzi del secolo, Omnicrazia: il potere di tutti - a cura di L. Binni e M. Rossi, Firenze, Il Ponte, 2016.
- La mia nascita è quando dico un tu, quaderno per la ricerca - a cura di Lanfranco Binni e Marcello Rossi, Firenze, Il Ponte, 2017.
- Antifascismo tra i giovani, Firenze, Il Ponte, coedizione con Fondo Walter Binni e Fondazione Centro studi Aldo Capitini, 2018 (collana «Opere di Aldo Capitini»).
- Nuova socialità e riforma religiosa, Firenze, Il Ponte, coedizione con Fondo Walter Binni e Fondazione Centro studi Aldo Capitini, 2018 (collana «Opere di Aldo Capitini»).
- La compresenza dei morti e dei viventi, Firenze, Il Ponte, coedizione con Fondo Walter Binni e Fondazione Centro studi Aldo Capitini, 2018 (collana «Opere di Aldo Capitini»).
- Educazione aperta voll. 1-2, Firenze, Il Ponte, coedizione con Fondo Walter Binni e Fondazione Centro studi Aldo Capitini, 2019 (collana «Opere di Aldo Capitini»).
- Luigi Russo - Aldo Capitini, Carteggio 1936-1959, a cura di Lanfranco Binni e Antonio Resta, Pisa, Edizioni della Normale, 2021.
- Scritti di Capitini in Lanfranco Binni e Marcello Rossi, La libertà nel socialismo. Liberalsocialisti. Una controstoria, Firenze, Il Ponte Editore, 2022.